# A Piazza della Minerva obeliszkje
A Piazza della Minerva obeliszkje Rómában, a névadó téren, Giovanni Lorenzo Bernini márványelefántjának a hátán áll.

## Története
A rózsaszín gránitból faragott, ötméteres obeliszket, amelyet II. Uahibré egyiptomi fáraó készíttetett az időszámítás előtti 6. században Szaiszban, Diocletianus római császár vitette Rómába, hogy azzal díszítse Ízisz és Szerápisz ikertemplomát.
Az obeliszkre 1665-ben egy kertben bukkantak rá, nem messze a dominikánus szerzetesek Santa Maria sopra Minerva templomától. A lelet kapóra jött VII. Sándor pápának, aki uralkodása alatt rendületlenül fejlesztette a Pantheon körüli területet, hogy megszépítse a Santa Maria sopra Minerva előtti teret. A pápa felkérte a XIV. Lajos francia király udvarából nemrég visszatérő Berninit, hogy nyújtson be tervet az obeliszk elhelyezésére.
Feltevések szerint a szobor inspirációja a Hypnerotomachia Poliphili című szerelmes regényből származott, amelyet Francesco Colonna dominikánus szerzetes írt, és az első itáliai nyomtatott könyvek között adta ki Aldus Manutius 1499-ben. A könyv álomjelenetek sorából áll, és feltűnik benne egy obeliszket tartó kőelefánt is. VII. Sándor pápának megvolt a könyv és csodálta a regényt. Az első kiadásban szerepel egy fametszet a kőelefántról, amely nagy hasonlóságot mutat a szoborral.
A legenda szerint Bernininek sok vitája volt az építkezést felügyelő dominikánussal,  Giuseppe Pagliával, aki nem bízott abban, hogy az elefánt négy lába elbírja majd az obeliszket, ezért rákényszerítette a szobrászt, hogy tegyen egy márványtömb az állat hasa alatt. Bernini ezt úgy oldotta meg, hogy díszes nyeregtakarót tett az elefánt hátára, amely eltakarja a támasztékot.
Az elefánt azonban eléggé testessé lett így, és a helyiektől a Minerva malaca (Porcino della Minerva), majd a Minerva csirkéje (Pulcino della Minerva) gúnynevet kapta. Azt mondják, hogy Bernini bosszúból elforgatta az állatot, amely így Paglia egykori hivatala felé szellent.
A legenda visszavezethető egy 17. századi epigrammáig, amelyet Quinto Settano költő írt. Bernini és Paglia valódi ellenségeskedésére nincs  megbízható történeti forrás.
A szobrot Ercole Ferrata, Bernini segédje faragta ki. Az obeliszket tartó elefántot 1667. június 11-én leplezték le. A megrendelő, VII. Sándor pápa nem érte meg az avatást, egy hónappal korábban meghalt.

## Galéria

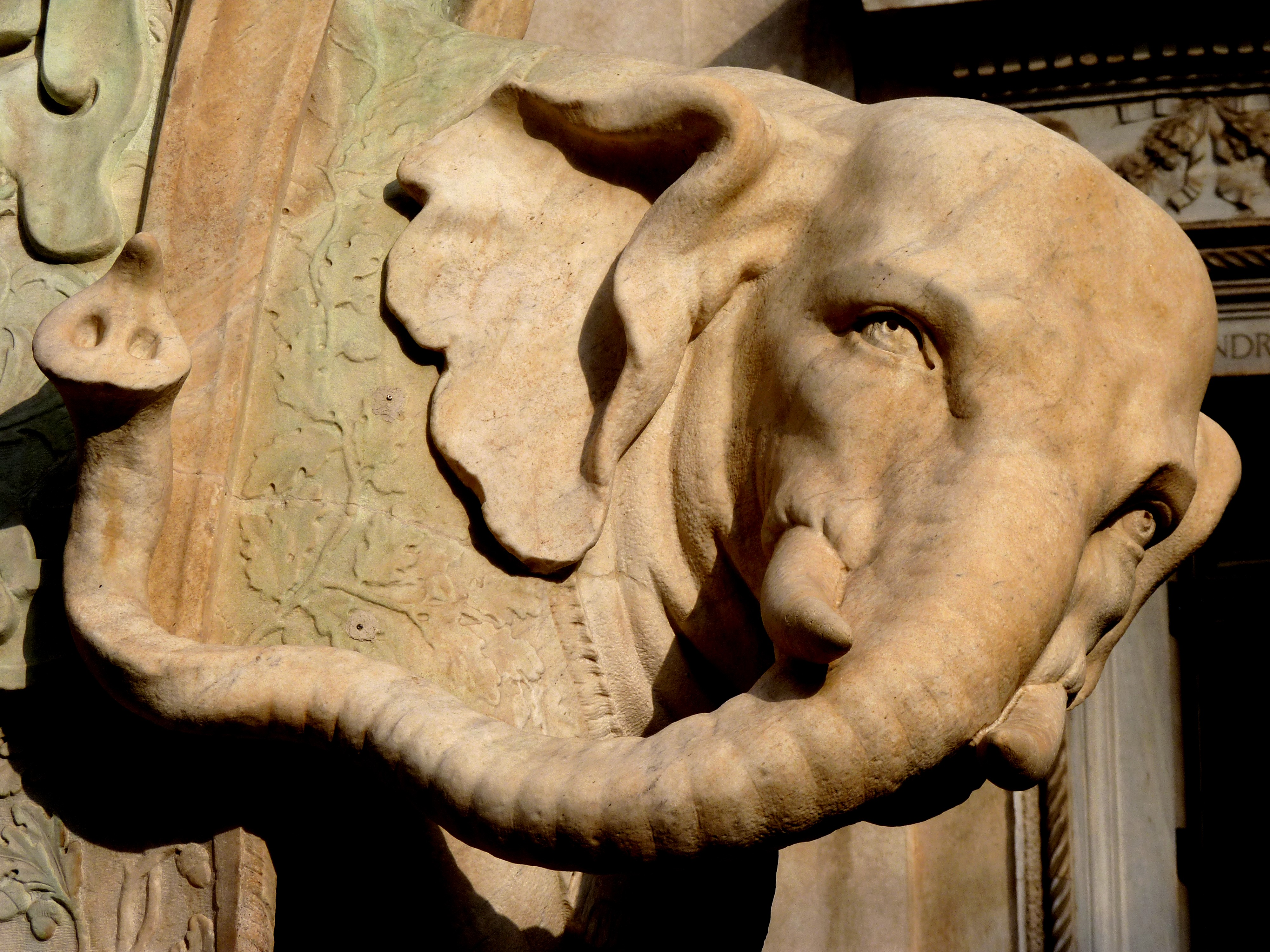
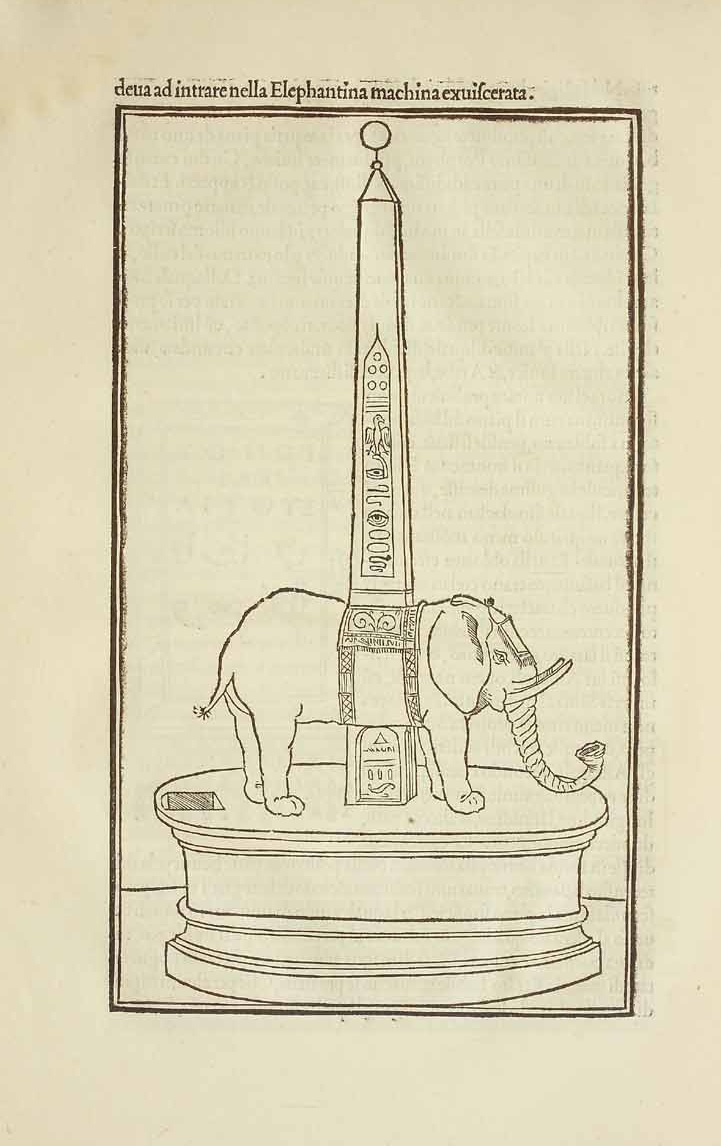
A könyvillusztráció
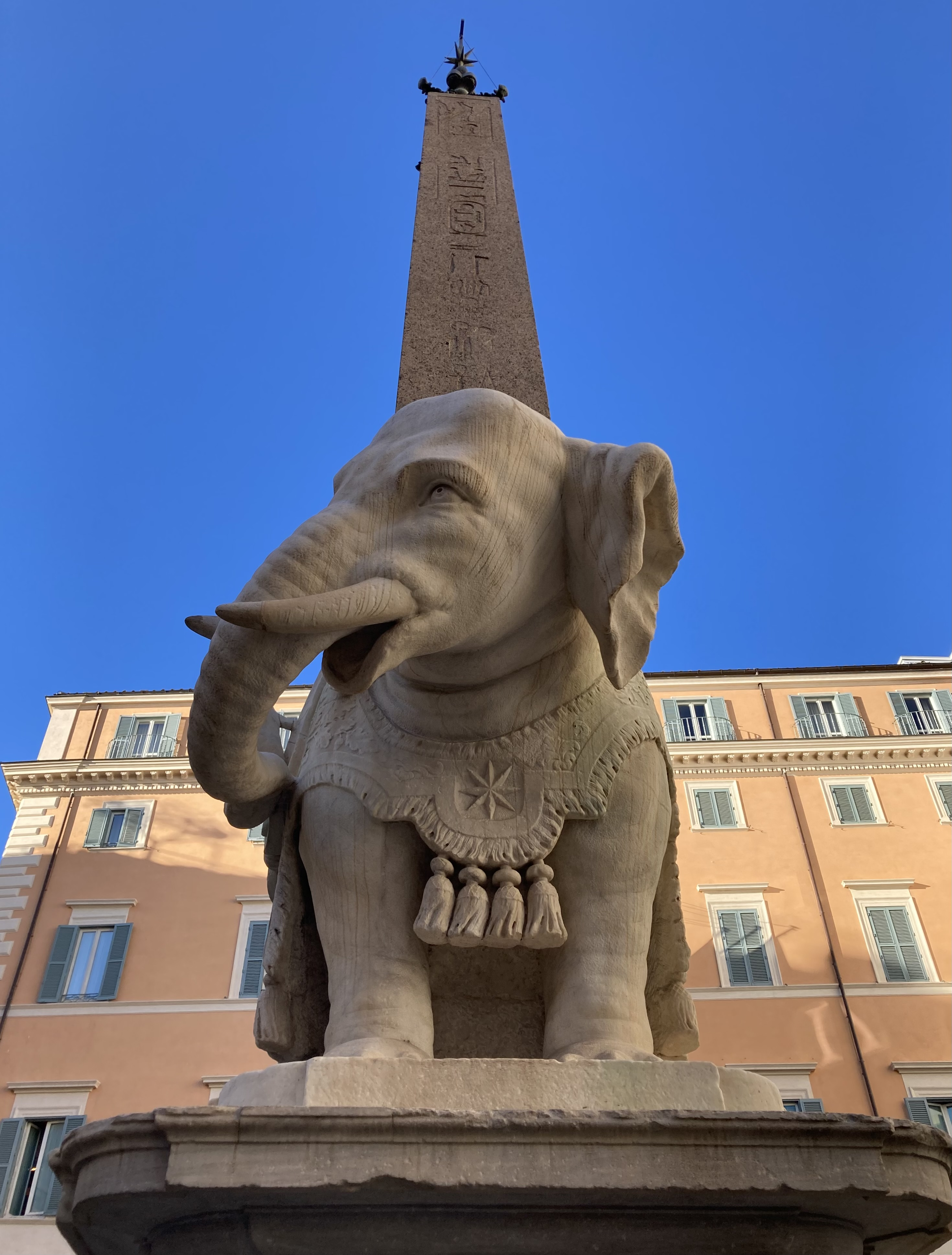